# 京成金町駅
京成金町駅（けいせいかなまちえき）は東京都葛飾区金町五丁目にある京成電鉄金町線の駅。駅番号はKS51。
金町線の終点であり、東日本旅客鉄道の金町駅と相互乗換駅である。

## 年表
金町線の前身である帝釈人車軌道の金町駅は1899年（明治32年）12月17日に開業している。
- 1913年（大正2年）10月21日 - 京成電気軌道の柴又 - 当駅間延伸に際し、金町駅として開業。
- 1931年（昭和6年）11月18日 - 京成金町駅に改称。

## 駅構造

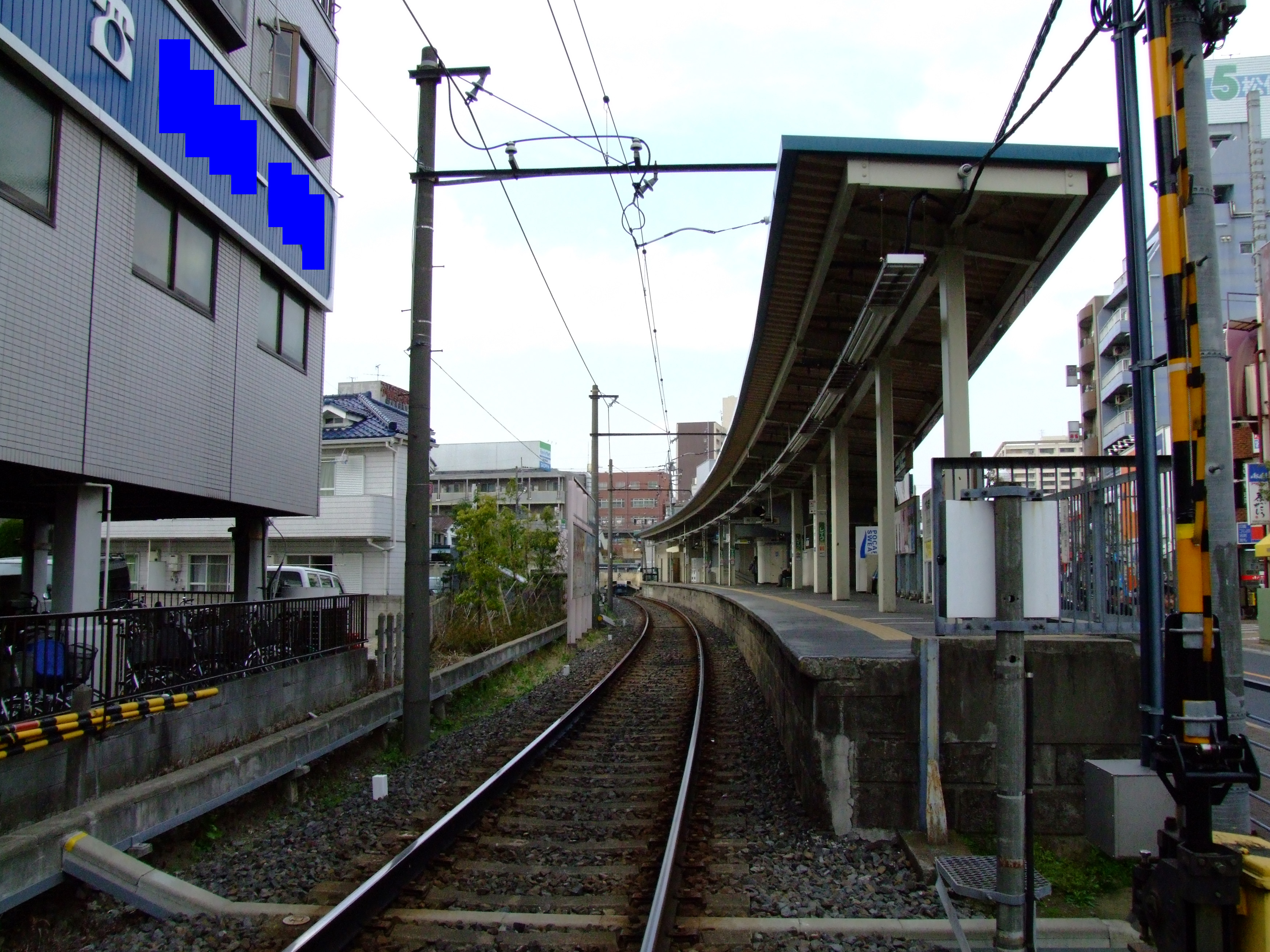
プラットホーム（2006年3月）

単式ホーム1面1線を有する地上駅。行き止まり型の棒線駅であり、列車はそのまま折り返す。ホーム長は4両編成分であるが、狭小な敷地でホーム有効長を確保している関係でホーム・線路とも僅かにカーブする構造になっており、これ以上ホームを延長するための用地がない。駅舎にはテナントとしてコンビニエンスストア等が入居している。
駅長配置駅。金町管内として、柴又駅を管理している。

### のりば
| 番線 | 路線   | 方向 | 行先               |
| ---- | ------ | ---- | ------------------ |
| 1    | 金町線 | 上り | 柴又・京成高砂方面 |

## 利用状況
2024年度の1日平均乗降人員は23,574人である。
近年の1日平均乗降・乗車人員推移は下表の通りである。
| 年度               | 1日平均 乗降人員 | 1日平均 乗車人員 | 出典     |
| ------------------ | ---------------- | ---------------- | -------- |
| 1990年（平成02年） |                  | 18,523           | [ * 1 ]  |
| 1991年（平成03年） |                  | 15,839           | [ * 2 ]  |
| 1992年（平成04年） |                  | 18,381           | [ * 3 ]  |
| 1993年（平成05年） |                  | 17,839           | [ * 4 ]  |
| 1994年（平成06年） |                  | 17,384           | [ * 5 ]  |
| 1995年（平成07年） |                  | 16,926           | [ * 6 ]  |
| 1996年（平成08年） |                  | 16,512           | [ * 7 ]  |
| 1997年（平成09年） |                  | 15,674           | [ * 8 ]  |
| 1998年（平成10年） |                  | 14,803           | [ * 9 ]  |
| 1999年（平成11年） |                  | 14,402           | [ * 10 ] |
| 2000年（平成12年） |                  | 14,036           | [ * 11 ] |
| 2001年（平成13年） |                  | 13,715           | [ * 12 ] |
| 2002年（平成14年） | 26,482           | 13,192           | [ * 13 ] |
| 2003年（平成15年） | 26,206           | 13,025           | [ * 14 ] |
| 2004年（平成16年） | 25,379           | 12,808           | [ * 15 ] |
| 2005年（平成17年） | 25,079           | 12,644           | [ * 16 ] |
| 2006年（平成18年） | 24,543           | 12,340           | [ * 17 ] |
| 2007年（平成19年） | 24,484           | 12,260           | [ * 18 ] |
| 2008年（平成20年） | 24,613           | 12,318           | [ * 19 ] |
| 2009年（平成21年） | 24,743           | 12,378           | [ * 20 ] |
| 2010年（平成22年） | 24,318           | 12,252           | [ * 21 ] |
| 2011年（平成23年） | 23,437           | 11,858           | [ * 22 ] |
| 2012年（平成24年） | 23,735           | 11,975           | [ * 23 ] |
| 2013年（平成25年） | 24,474           | 12,330           | [ * 24 ] |
| 2014年（平成26年） | 24,275           | 12,224           | [ * 25 ] |
| 2015年（平成27年） | 24,877           | 12,525           | [ * 26 ] |
| 2016年（平成28年） | 25,442           | 12,800           | [ * 27 ] |
| 2017年（平成29年） | 25,881           | 13,000           | [ * 28 ] |
| 2018年（平成30年） | 25,681           | 12,885           | [ * 29 ] |
| 2019年（令和元年） | 25,352           | 12,711           | [ * 30 ] |
| 2020年（令和02年） | 19,254           | 9,664            |          |
| 2021年（令和03年） | 20,203           | 10,134           |          |
| 2022年（令和04年） | 22,029           | 11,040           |          |
| 2023年（令和05年） | 22,905           | 11,484           |          |
| 2024年（令和06年） | 23,574           | 11,788           |          |

## 駅周辺
- 東日本旅客鉄道金町駅
- 東京理科大学葛飾キャンパス
- 葛飾区立中央図書館
- 金町郵便局
- 興産信用金庫金町支店
- 千葉銀行金町支店

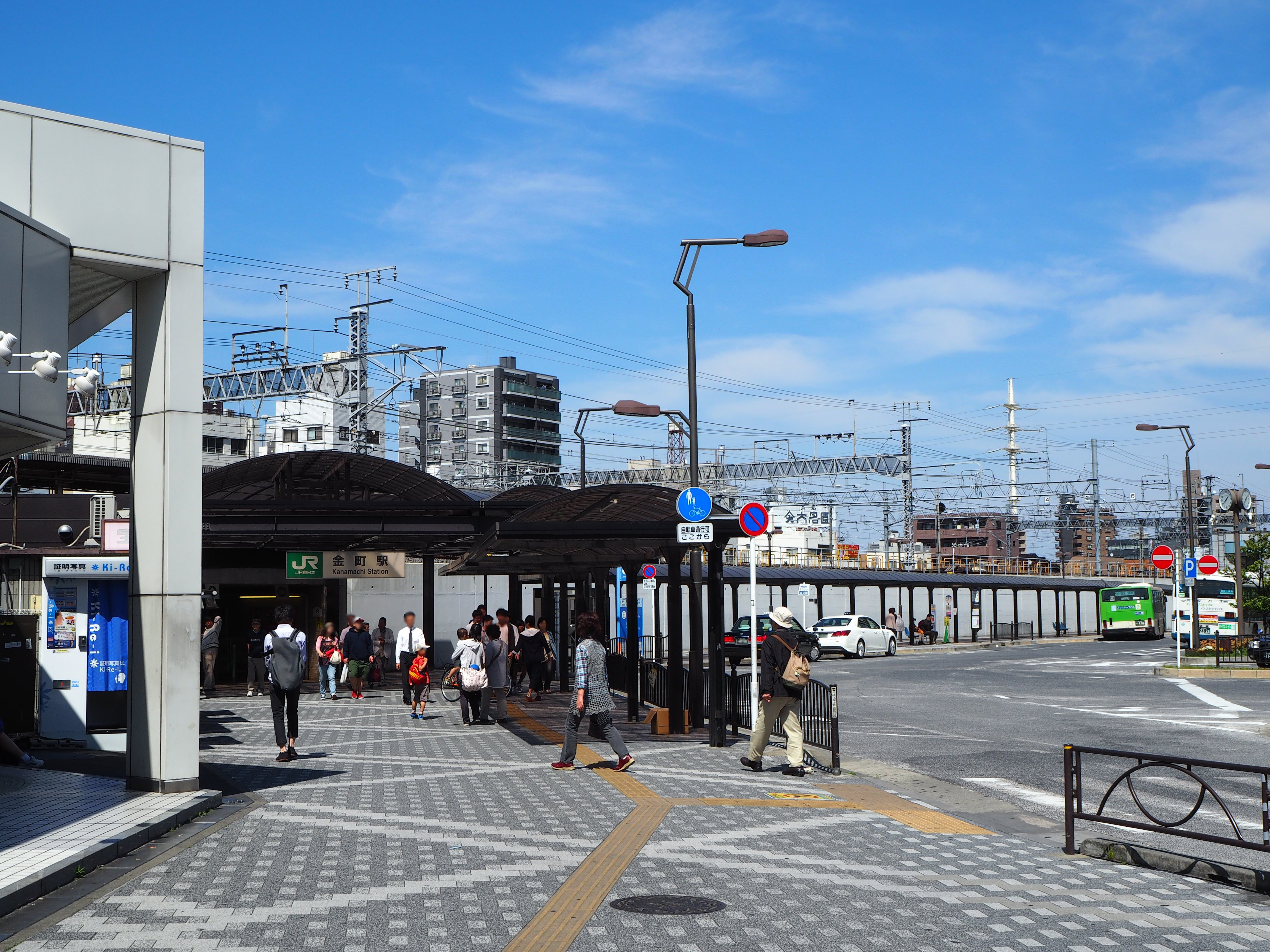
広場向かいにあるJR金町駅南口（2015年5月）

- 東京東信用金庫（旧・小岩信用金庫）金町支店
- 東急ストア金町とうきゅう
- 国道6号（水戸街道）
- 金町浄水場
- 水元公園（東京23区内で最大面積の公園）
- 江戸川
- 宗教法人偕和會総合本部事務局・偕和會館

## 隣の駅
京成電鉄
 金町線
柴又駅 (KS50) - 京成金町駅 (KS51)